# Museu d'Arts Fotogràfiques
El Museu d'Arts Fotogràfiques (en anglès: Museum of Photographic Arts o MoPA) és un museu situat en el Parc Balboa de la ciutat de San Diego (Califòrnia), dedicat a l'art de la fotografia. Va obrir les portes el 1983, essent Arthur Ollman el seu primer director.

## Col·lecció
Amb el pas dels anys, el MoPA ha augmentat la seva col·lecció amb milers de fotografies que actualment resideixen en la col·lecció permanent del museu i recorren tota la història de la fotografia. Entre elles figura la col·lecció del cineasta Lou Stoumen i el Viatge Nagasaki: Fotografies de Yosuke Yamahata, 10 d'agost de 1945. La col·lecció inclou obres de Margaret Bourke-White, Alfred Stieglitz i Ruth Bernhard.
El març de 2000, el museu va reobrir al públic després d'ésser restaurat durant un any, va expandir les seves galeries i va agregar un saló, un teatre, una sala d'impressió i una biblioteca amb 20 000 volums.